# Orzeszkowo (powiat międzychodzki)
Orzeszkowo – wieś w Polsce położona w województwie wielkopolskim, w powiecie międzychodzkim, w gminie Kwilcz, przy drodze krajowej nr 24. Wieś wchodzi w skład sołectwa Kwilcz. Jest tym samym największą wsią niesołecką w powiecie międzychodzkim.

## Historia
Wieś pierwotnie związana była z Wielkopolską. Ma metrykę średniowieczną i istnieje co najmniej od XIV wieku. Po raz pierwszy wymieniana w dokumencie z 1393 jako Orseskovo, 1404 Orzeszcowo, a w 1415 odnotowano odmiejscowe nazwisko Orzeszkowski utworzone od nazwy wsi, a potem kolejno w 1420 Orzeskowo, 1422 Orzeschcowo, 1425 Orzeschkowo, 1432 Oreszkowo, 1434 Orzansgowo, 1444 Orzescowsky, 1447 Orzesskowo.
Osada mogła jednak powstać wcześniej niż odnotowują to zachowane zapisy historyczne. We wsi archeolodzy odnaleźli przedmioty żelazne takie jak topór, noże oraz fragment klucza, które przypuszczalnie pochodzą z X-XII wieku.
Miejscowość była wsią szlachecką należącą do lokalnych wielkopolskich rodów szlacheckich Kurnatowskich oraz Orzeszkowskich. W 1499 leżała w powiecie poznańskim Korony Królestwa Polskiego, a w 1508 należała do parafii Kwilcz.
W 1393 Dobiesław z Kwilcza posiadał dziedziny Orzeszkowo oraz Gwiazdowo. W 1404 odnotowano spór sądowy Wierzbięty z Orzeszkowa z Mikołajem z Tuczęp i Przytoczny o dziedzinę Tuczępy. Sołtysem wsi był w tym roku Marcin, który zawarł o nie ugodę ze Szczepanem Pożarowskim. W latach 1413–1447 właścicielem wsi był burgrabia poznański Dziersław z Orzeszkowa herbu Bylina, który od miejscowości przybrał odmiejscowe nazwisko Orzeszkowski. W 1502 Mikołaj Kurnatowski zapisał po 200 grzywien posagu i wiana na Kurnatowicach z młynami, a w zamian jego żona Małgorzata Orzeszkowska odstąpiła mu całą wieś Orzeszkowo. W 1510 właścicielem wsi był Mikołaj Kurnatowski, który jednocześnie pełnił funkcję sołtysa. W latach 1520–1521 wystąpił on w sądzie w imieniu miejscowych kmieci w ich sporze sądowym z plebanem z Kwilcza. W 1530, syn Mikołaja Kurnatowskiego, Wojciech Kurnatowski zapisał swojej żonie Annie po 400 złotych polskich posagu i wiana na całej wsi Orzeszkowo.
W 1499 wieś odnotowano w wykazach zaległości podatkowych. W 1508 miał w niej miejsce pobór od młyna o jednym kole oraz od 4 półłanków. W 1510 w Orzeszkowie było 3,5 łanów osiadłych, 12,5 łanów opuszczonych, młyn, karczma, dwóch zagrodników osiadłych oraz 4 zagrody opuszczone. W latach 1520–1521 w Orzeszkowie odnotowano 16 łanów opustoszałych. W 1563 miał miejsce pobór od 1,5 łana, karczmy dorocznej, dwóch młynów korzeczników mających po jednym kole wodnym. W 1564 we wsi odnotowano 5 łanów osiadłych. W 1577 płatnikami poboru ze wsi byli bracia Stanisław i Andrzej Kurnatowscy. W 1580 pobór odbył się z części Jakuba i Dobrogosta Kurnatowskich od połowy łana, 6 zagrodników, płatnego robotnika zwanego ratajem od pługa, młyna dorocznego o dwóch kołach. W latach 1581–1583 płatniczką poboru ze wsi była Agnieszka Kurnatowska.
W 1580 miejscowość była wsią szlachecką położoną w powiecie poznańskim województwa poznańskiego w Rzeczypospolitej Obojga Narodów.
W wyniku II rozbioru Rzeczypospolitej w 1793, miejscowość przeszła w posiadanie Prus i jak cała Wielkopolska znalazła się w zaborze pruskim. W okresie Wielkiego Księstwa Poznańskiego (1815-1848) miejscowość należała do wsi większych w ówczesnym pruskim powiecie Międzyrzecz w rejencji poznańskiej. Orzeszkowo należało do okręgu kwileckiego tego powiatu i stanowiło część majątku Kwilcz, którego właścicielem był wówczas Arseni Kwilecki. Według spisu urzędowego z 1837 roku wieś liczyła 267 mieszkańców, którzy zamieszkiwali 23 dymy (domostwa).
W latach 1975–1998 miejscowość należała administracyjnie do województwa poznańskiego.

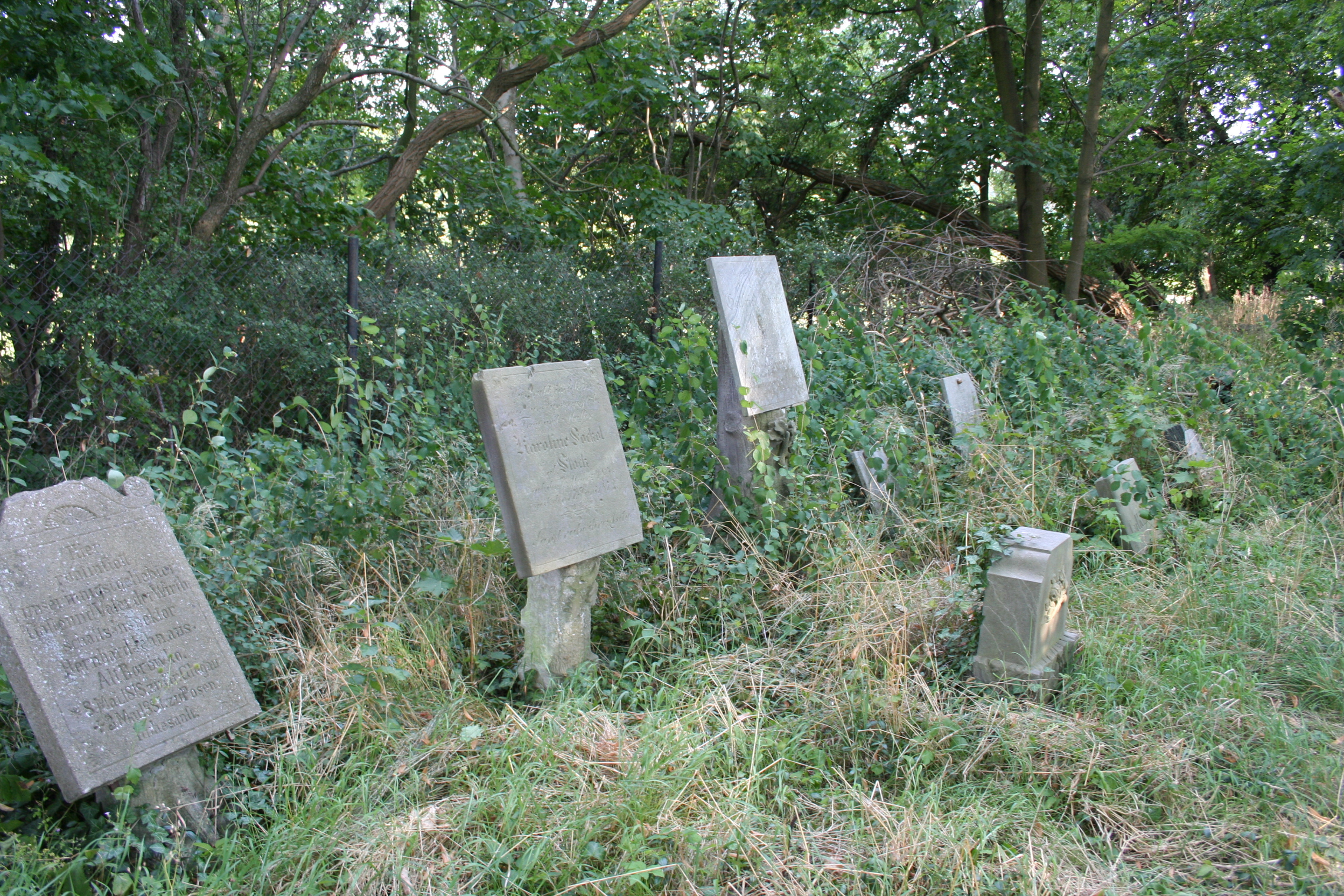
nagrobki na cmentarzu kalwińskim

## Zabytki
- kościół ewangelicki z 1861
- cmentarz kalwiński, pocz. XIX
- dwór z 1 poł. XIX